# Pável Brutt
Pável Aleksándrovich Brutt (Sosnovy Bor, 29 de enero de 1982) es un ciclista ruso.
Destaca por su gran combatividad, lo que le hace filtrarse en tantas escapadas como le es posible y se defiende en la media montaña, a pesar de no ser un gran especialista.

## Biografía
Es profesional desde la temporada 2001 cuando debutó con el equipo Itera. Hasta la temporada 2006 sólo corrió en carreras de bajo nivel, pero ya ha logrado despuntar en carreras de renombre, sobre todo en el Giro de Italia, gracias a sus innumerables fugas, lo que le llevó a vestir el maillot de líder de la montaña en las primeras jornadas de la edición de 2007 y, sobre todo, a conseguir su primera victoria de etapa en una gran vuelta, en la edición de 2008.
Esta victoria llegó en la quinta etapa, en la llegada a Contursi Terme. Formó parte de la fuga del día, acompañado por Johannes Fröhlinger, David Millar, Fran Pérez y Luis Felipe Laverde; entre los que se jugarían la victoria de etapa tras doblegar al pelotón. En la subida final a Contursi, de unos 3 kilómetros de longitud; tras unos ataques de Fröhlinger y Pérez que no tuvieron éxito; llegó el duro ataque de Brutt, acompañado del golpe de suerte que supuso la ruptura de la cadena de David Millar, que intentaba salir a su rueda.
Tras unos segundos de indecisión entre sus compañeros de fuga, Brutt había abierto el hueco suficiente, que defendería con todas sus fuerzas para lograr la victoria más importante de su carrera deportiva, la primera de su equipo en una gran vuelta.

## Palmarés
| 2001 - 1 etapa de la Vuelta al Táchira - 1 etapa del Circuito Montañés - Gran Premio Ciudad de Vigo - 1 etapa de la Vuelta a Venezuela 2004 - 1 etapa del Circuito Montañés 2005 - 1 etapa de la Vuelta a Extremadura - Vuelta a Navarra, más 1 etapa 2006 - Cinturón a Mallorca, más 1 etapa - Tour de Grecia, más 1 etapa - 1 etapa de la Volta a Lleida - 1 etapa del Circuito Montañés 2007 - 1 etapa del Tour de Langkawi - Gran Premio Chiasso | 2008 - 1 etapa del Giro de Italia 2009 - Tour de Vendée 2011 - Classica Sarda Sassari-Cagliari - 1 etapa del Tour de Romandía - Campeonato de Rusia en Ruta 2012 - Hel van het Mergelland - 3.º en el Campeonato de Rusia en Ruta 2015 - 3.º en el Campeonato de Rusia Contrarreloj - 2.º en el Campeonato de Rusia en Ruta 2016 - 2.º en el Campeonato de Rusia Contrarreloj |

## Resultados en Grandes Vueltas y Campeonatos del Mundo
| Carrera         | Carrera         | 2001 | 2002 | 2003 | 2004 | 2005 | 2006 | 2007 | 2008  | 2009  | 2010  | 2011  | 2012  | 2013  | 2014 | 2015  | 2016 | 2017  |
| --------------- | --------------- | ---- | ---- | ---- | ---- | ---- | ---- | ---- | ----- | ----- | ----- | ----- | ----- | ----- | ---- | ----- | ---- | ----- |
|                 | Giro de Italia  | —    | —    | —    | —    | —    | —    | 87.º | Ab.   | 125.º | —     | 128.º | 95.º  | 103.º | —    | —     | 90.º | 134.º |
|                 | Tour de Francia | —    | —    | —    | —    | —    | —    | —    | —     | —     | 102.º | Ab.   | —     | 110.º | —    | —     | —    | —     |
|                 | Vuelta a España | —    | —    | —    | —    | —    | —    | —    | 105.º | —     | —     | —     | 106.º | —     | —    | 101.º | —    | —     |
| Mundial en Ruta | Mundial en Ruta | —    | 83.º | —    | —    | —    | —    | —    | —     | 85.º  | 49.º  | 64.º  | —     | —     | —    | 36.º  | —    | —     |

—: no participa
Ab.: abandono

## Equipos
- Itera (2001-2002)
- Lokomotiv (2003-2005)
- Tinkoff Restaurants (2006)
- Tinkoff Credit Systems (2007-2008)
- Katusha (2009-2014)
  - Team Katusha (2009-2011)
  - Katusha Team (2012)
  - Katusha (2013)
  - Team Katusha (2014)
- Tinkoff (2015-2016)
  - Tinkoff-Saxo (2015)
  - Tinkoff (2016)
- Gazprom-RusVelo  (2017)